# Zürcher Filmstiftung
Die Zürcher Filmstiftung fördert professionelles Filmschaffen durch Subventionen und Darlehen an Autoren, Regisseure, Produktionsgesellschaften und Verleiher. Sie wird durch den Kanton Zürich, die Stadt Zürich und den kantonalen Finanzausgleich finanziert. Im Jahr 2013 flossen 10,4 Mio. Schweizer Franken in die Filmförderung.
Die Stiftung wurde am 17. November 2004 gegründet und ist seit dem 1. Januar 2005 operativ tätig. Sie ist Mitglied von CineRegio und bietet innerhalb dieses europäischen Netzwerks Koproduktionstreffen und Weiterbildungsmöglichkeiten an.
Oberstes Stiftungsorgan ist der Stiftungsrat, der von der Zürcher Stadtpräsidentin Corine Mauch präsidiert wird. Geschäftsführerin ist Julia Krättli.

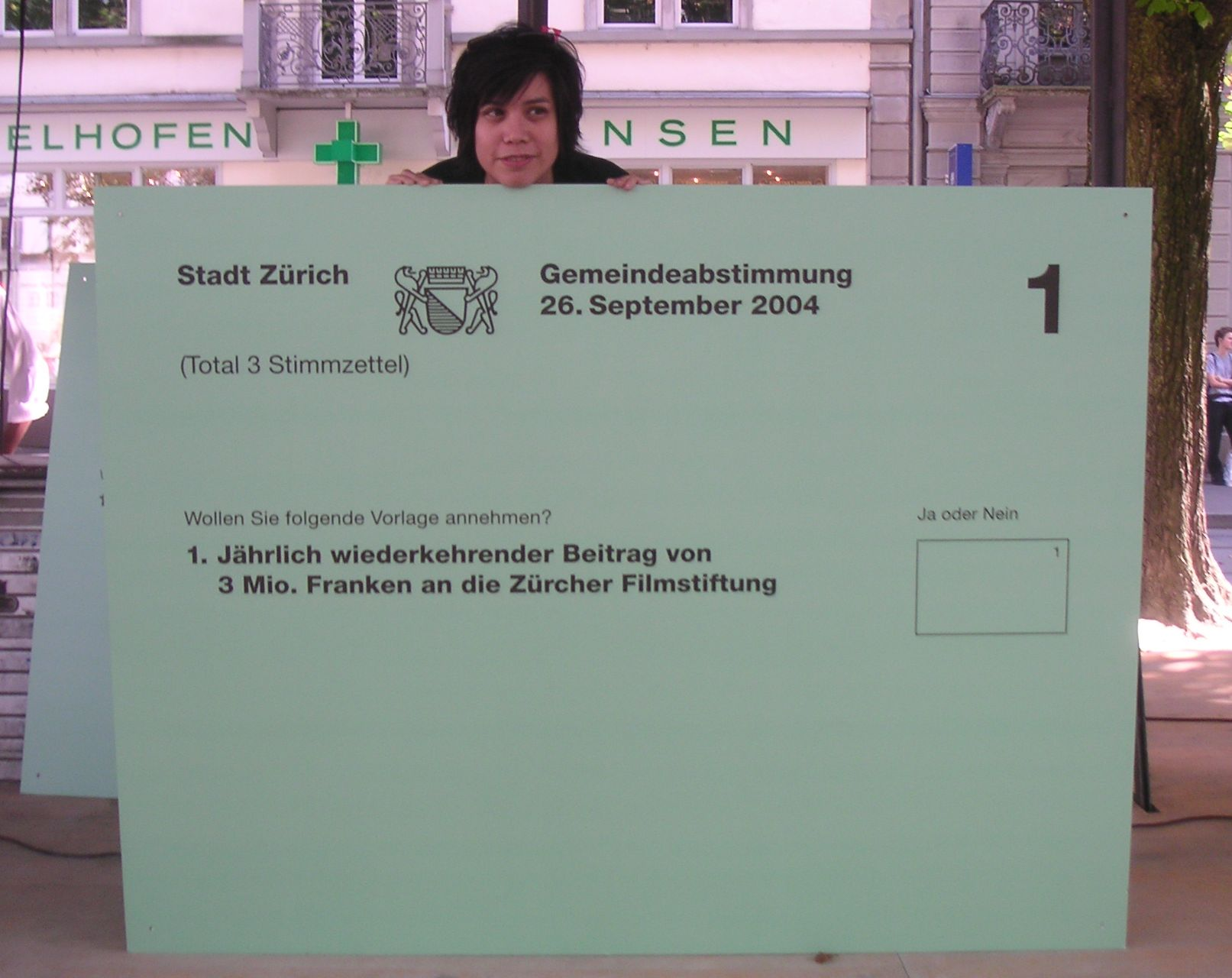
SP-Politikerin Min Li Marti mit dem vergrösserten Stimmzettel an einer Veranstaltung für die Zürcher Filmstiftung 2004